# Mai Kadra
Mai Kadra és una ciutat a l'extrem nord d'Etiòpia propera a la frontera sudanesa. Actualment està inclosa a la part occidental de la regió de Tigray. La ciutat és coneguda per la massacre ètnica, que va tenir lloc els dies 9 – 10 de novembre de 2020. La massacre va ser una sèrie de neteja ètnica i matances massives, dutes a terme per la força juvenil especial de Tigray i l'exèrcit del TPLF durant el conflicte de Tigray.

## Història
Mai Kadra és una ciutat mercant de la carretera Gonder – Humera, a Kafta Humera woreda de la zona Mi'irabawi (occidental) de la regió del Tigray. Aproximadament a 30 quilòmetres al sud d’Himora, la seva població s'estimava entre 4.000 i 4.500, principalment formada per amhares ètnics, que tenen una formació etnocultural mixta. Els civils, principalment de la regió d'Amhara, però també d'altres zones, van anar a Mai Kadra per treballar de temporada en grans granges de sèsam i mill. Aquests treballadors migrants arriben cada setembre per ajudar a la collita.
Els dies 9 i 10 de novembre de 2020, els locals van confirmar una sèrie d’assassinat massiu realitzats pel Front d’Alliberament del Poble Tigray. Més de 700 persones d'Amhara van morir.